# Pip (cantor)
Phillip Andrew Arnold (nascido 26 de abril de 1992), mais conhecido pelo seu nome artístico Pip, é um cantor norte-americano, que ficou famoso por ter participado da segunda edição da versão norte-americana do programa The Voice, pelo time do técnico Adam Levine.

## Vida pessoal
Durante a infância, Pip demonstrava interesse por música, leitura, lacrosse e escotismo. Ele chegou a integrar a Boy Scouts of America, uma das maiores organizações de jovens escoteiros dos Estados Unidos.
Em 2012, Pip criou uma campanha beneficente chamada Youth in Mission (Jovens em Missão, em tradução livre) com intuito de angariar fundos para trabalhos missionários ao redor do mundo. Em 2014, a campanha se tornou uma organização sem fins lucrativos, com Pip como presidente.

## Antes doThe Voice
Sua aspiração musical se deu muito por conta de sua irmã mais velha, formada em teatro musical. Vindo de uma família acostumada ao meio da música, Pip aprendeu a tocar vários instrumentos, especialmente piano, e fazia shows na região de Marietta, onde nasceu. Durante o ensino médio, na Kennesaw Mountain High School, participou de várias peças de teatro, inclusive com o papel principal de Huckleberry Finn em Big River.
Em 2011, Pip fez testes para participar do programa The Glee Project, mas apareceu apenas durante o primeiro episódio. No mesmo ano, foi escolhido como um dos cinco candidatos das audições prévias de Atlanta para participar das audições nacionais do The Voice.

## The Voice
No dia 13 de fevereiro de 2012, a audição às cegas (em inglês, blind auditions) de Pip foi ao ar nos Estados Unidos. Ele cantou "The House of the Rising Sun", música tradicional norte-americana consagrada pela banda The Animals, e foi aprovado por todos os quatro técnicos Blake Shelton, Christina Aguilera, Cee Lo Green e Adam Levine, a quem escolheu. Sua eliminação nas quartas de final (por decisão do técnico) chocou o público, uma vez que ele era considerado um dos favoritos.

### Performances e resultados
| Episódio         | Canção                                      | Artista original | Ordem | Resultado                                                      |
| ---------------- | ------------------------------------------- | ---------------- | ----- | -------------------------------------------------------------- |
| Blind Audition   | "The House of the Rising Sun"               | The Animals      | 3.3   | Os quatro técnicos viraram. Escolheu Adam Levine como técnico. |
| Battle Round     | "You Know I'm No Good" (vs. Nathan Parrett) | Amy Winehouse    | 3.1   | Salvo pelo técnico                                             |
| Shows ao vivo    | "When You Were Young"                       | The Killers      | 2.11  | Salvo pelo público                                             |
| Quartas de final | "Somewhere Only We Know"                    | Keane            | 2.7   | Eliminado pelo técnico                                         |

## Discografia

### Extended plays
| Ano  | Detalhes                                                                                         | Melhores posições |
| Ano  | Detalhes                                                                                         | EUA               |
| ---- | ------------------------------------------------------------------------------------------------ | ----------------- |
| 2013 | No Formalities - Lançamento: 4 de janeiro 2013 - Álbum independente - Formatos: download digital | —                 |

### Singles
| Ano  | Single       | Melhores posições | Álbum          |
| Ano  | Single       | EUA               | Álbum          |
| ---- | ------------ | ----------------- | -------------- |
| 2012 | "Who Cares"  | —                 | No Formalities |
| 2014 | "Hooked"     | —                 | No Formalities |
| 2015 | "Trash Talk" | —                 | No Formalities |